# Adam Giesa
Adam Giesa (ur. 16 grudnia 1982 w Siemianowicach Śląskich) – polski piłkarz występujący na pozycji pomocnika.
Występował w GKS Katowice, gdzie debiutował w ekstraklasie, Rozwoju Katowice, Szczakowiance Jaworzno i ponownie w Rozwoju Katowice. Od rundy wiosennej sezonu 2006/07 był zawodnikiem Górnika Zabrze, w którym zagrał w jednym spotkaniu Pucharu Ekstraklasy. Później grał kolejno w Kolejarzu Stróże, Walce Makoszowy i ponownie Rozwoju Katowice. Powrót na centralny poziom rozgrywek udało się Giesie zanotować wraz ze zdzieszowickim Ruchem, gdzie się świetnie spisywał. W najwyższej klasie rozgrywkowej Adam Giesa rozegrał 24 mecze i nie strzelił żadnej bramki. 22 lipca 2011 roku podpisał roczny kontrakt z Ruchem Radzionków